# Spitz Kohn

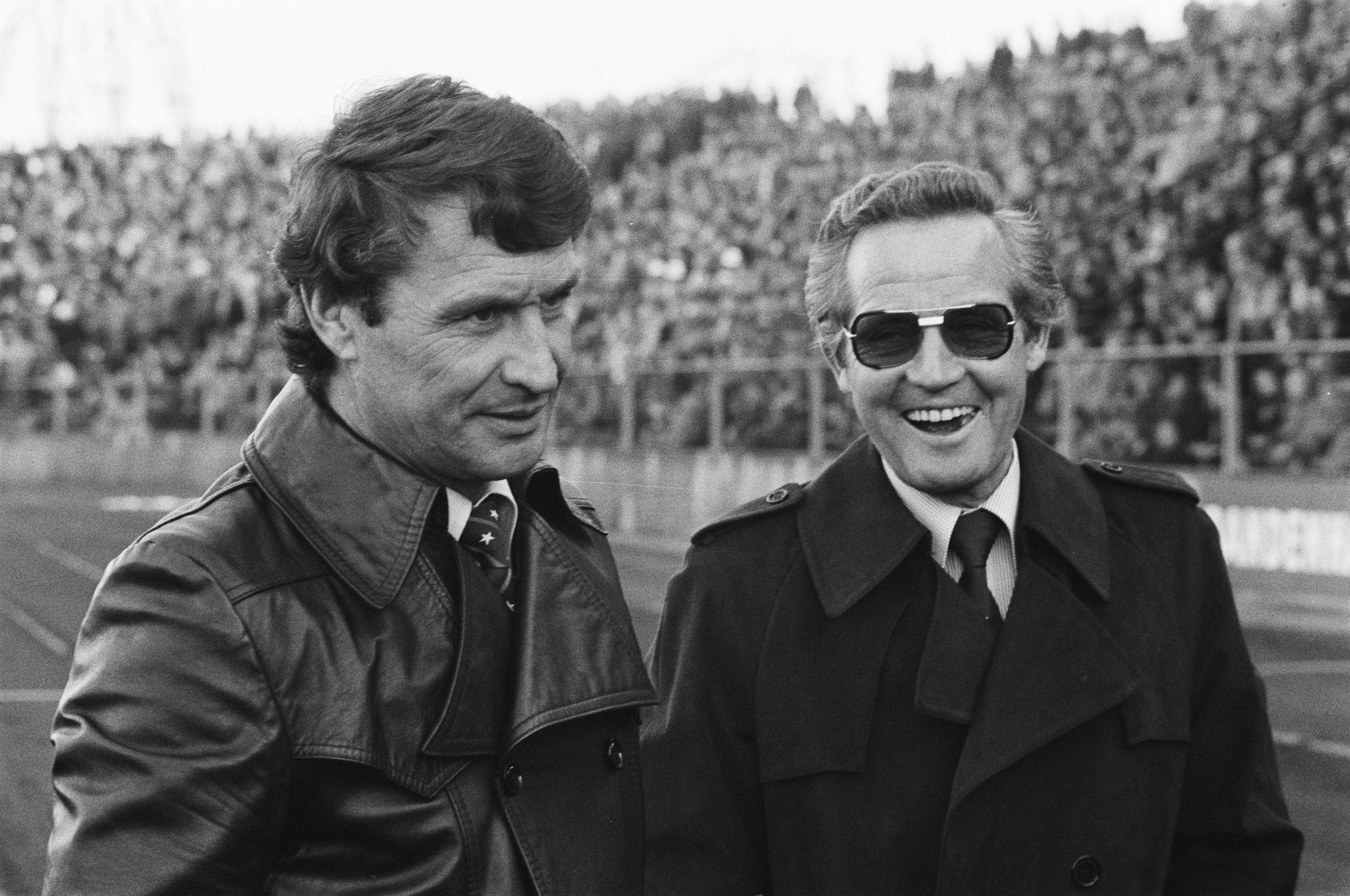
Twente-trainer Spitz Kohn (links) met AZ-bestuurder Klaas Molenaar bij de bekerwedstrijd FC Twente-AZ'67 (1-0 na verlenging) op 27 april 1977 in Den Bosch.

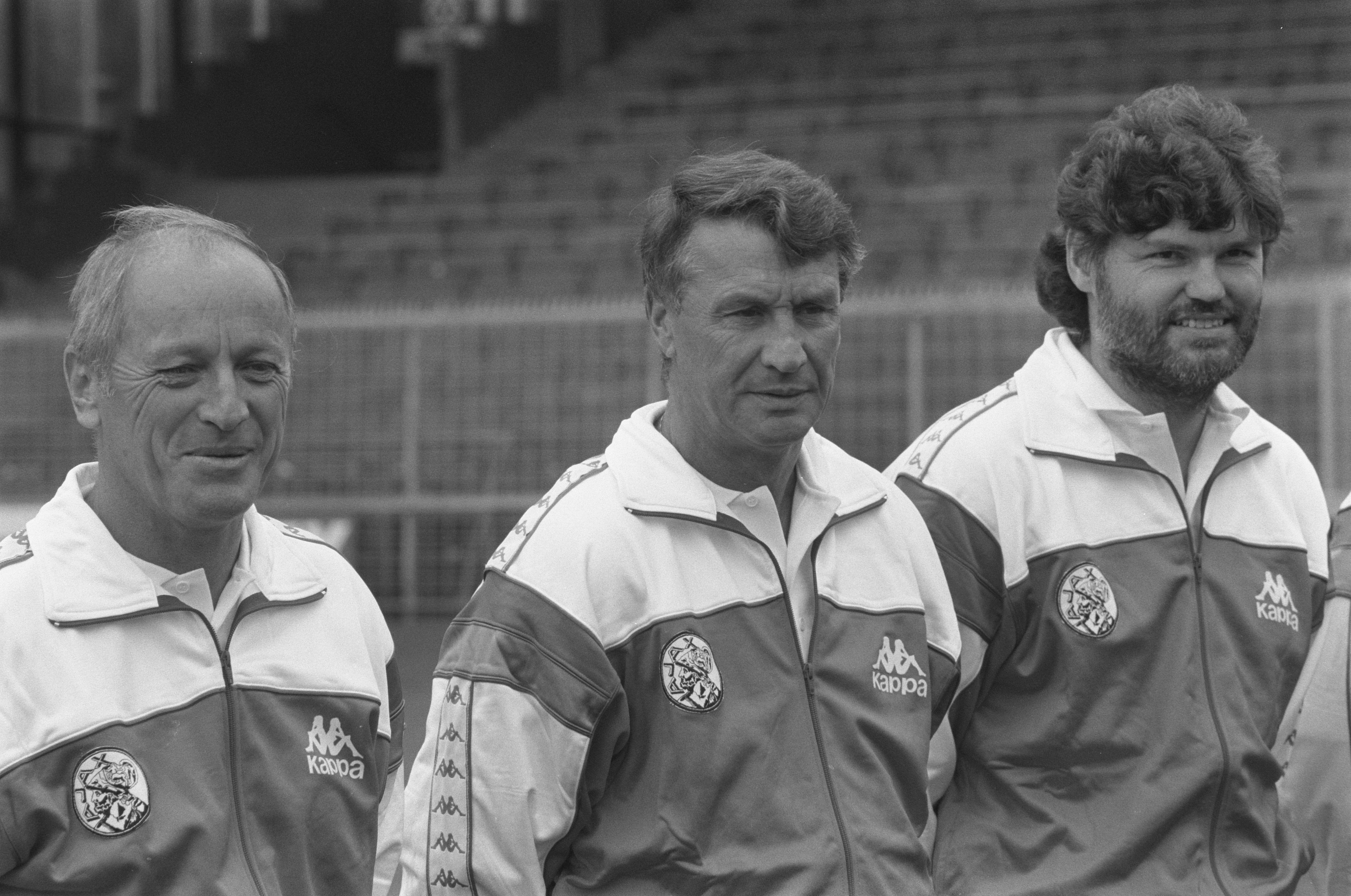
Ajax-trainerstrio: Kurt Linder, Spitz Kohn en Barry Hulshoff tijdens persdag Ajax op 18 juli 1988.

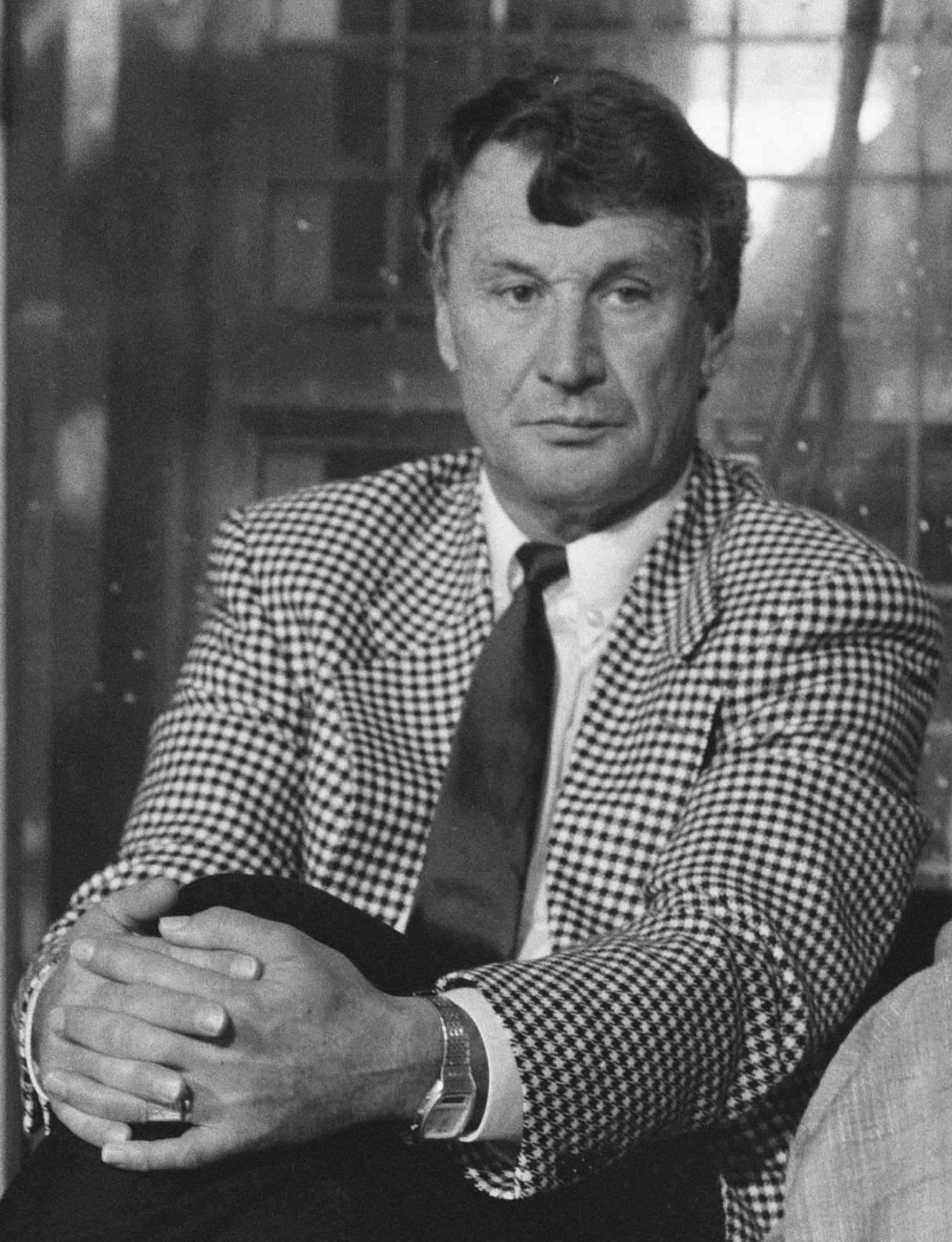
5-10-1988. Ajax-trainer Spitz Kohn tijdens Ajax-Sporting Lissabon 1-2.

Antoine ("Spitz") Kohn (Luxemburg Stad, 1 november 1933 – Enschede, 24 november 2012) was een Luxemburgse voetballer en voetbaltrainer. Na onder andere voor Karlsruher SC en Fortuna '54 te zijn uitgekomen, was hij van 1965 tot en met 1979 achtereenvolgens als voetballer, assistent-trainer en hoofdtrainer aan FC Twente verbonden.

## Carrière

### Als voetballer
Kohn groeide op in Esch-sur-Alzette in het zuiden van Luxemburg, dicht bij de grens met Frankrijk. Hij genoot zijn voetbalopleiding bij Jeunesse Esch in zijn geboorteland. Op 17-jarige leeftijd maakte hij zijn debuut voor de nationale ploeg. Kohn kwam tot vijftien interlands en zes doelpunten voor Luxemburg. Als speler in Luxemburg was hij amateur. Hij verdiende zijn geld als kompel in de ijzermijnen.
In 1954 tekende hij een profcontract bij Karlsruher SC in West-Duitsland. Vervolgens kwam hij uit voor FC Basel in Zwitserland en Fortuna '54 in Nederland, waarvoor hij 62 doelpunten in 119 competitieduels maakte. In het seizoen 1963/64 werd Kohn door Fortuna aan Sportclub Enschede verhuurd, omdat de Limburgse club te veel buitenlandse voetballers in dienst had. Na in seizoen 1964/65 opnieuw voor Fortuna '54 te zijn uitgekomen, tekende hij in juni 1965 een contract bij de zojuist gevormde fusieclub FC Twente. Kohn speelde twee seizoenen voor de Tukkers, om vervolgens assistent-trainer onder Kees Rijvers te worden. In totaal scoorde Kohn 104 goals in de Eredivisie.

### Als trainer
Na vijf jaar assistent-trainerschap volgde Kohn in 1972 Rijvers op als hoofdtrainer van FC Twente. Als beginnend trainer werd hij met Twente in 1973 derde en in 1974 tweede in de Nederlandse Eredivisie. Een jaar later bereikte de ploeg de finale van de UEFA Cup, die echter tegen Borussia Mönchengladbach werd verloren. Ook de finale van de KNVB Beker werd dat seizoen verloren, met 1-0 van FC Den Haag, in de Eredivisie finishte FC Twente als vierde. Kohn was 'hot' en voerde onderhandelingen om Rinus Michels op te volgen als coach van FC Barcelona. Deze ploeg trok echter Hennes Weisweiler, de trainer van Borussia Mönchengladbach, aan. Kohn bleef ondanks verdere avances aan als coach van FC Twente.
Onder Kohn haalde Twente twee seizoenen later de eerste prijs binnen. In 1977 won het de KNVB Beker door in de finale PEC Zwolle met 3-0 te verslaan. In 1978 behaalde Twente de vierde plaats in de Eredivisie, evenals in 1976. In 1979 behaalde Kohn wederom de finale van de beker met Twente, maar nu werd verloren van landskampioen AFC Ajax. Kohn bleef bij Twente totdat hij in het najaar van 1979 wegens minder goede resultaten ontslagen werd. Hij trad vervolgens per 1 juli 1980 in dienst van Go Ahead Eagles. Met de club uit Deventer finishte Kohn als twaalfde in de Eredivisie. In 1981 trad Kohn in dienst bij het Belgische Club Brugge, maar hier werd hij al na zeven maanden uit de deur gezet. In september 1982 werd hij in Hongkong trainer van Morning Star. Nog voor de competitie begon, ging de club in oktober failliet. Hierop keerde hij eind 1982 terug bij FC Twente, in de hoop de club te kunnen behoeden voor degradatie. Uiteindelijk lukte dit niet, Twente degradeerde naar de Eerste Divisie. Kohn vertrok na de degradatie en werd opgevolgd door Fritz Korbach.
Per 1 juli 1984 werd Kohn assistent-trainer onder Aad de Mos bij AFC Ajax. Na het ontslag van De Mos in mei 1985 was hij samen met Tonny Bruins Slot en Cor van der Hart voor het resterende deel van de competitie interim-hoofdtrainer. Ajax werd kampioen en Kohn werd het daaropvolgende seizoen weer assistent, onder de nieuwe hoofdcoach Johan Cruijff. In 1986 en 1987 finishte Ajax als tweede. In 1986 werd wel de beker gewonnen, evenals in 1987. In 1987 won Ajax voor het eerst in veertien jaar weer een Europese hoofdprijs, ditmaal de Europacup II. In januari 1988 volgde Kohn de opgestapte Cruijff op en werd hij voor de rest van het seizoen interim-trainer en wist Kohn met Ajax de tweede plaats te consolideren en opnieuw de Europa Cup II-finale te bereiken. Er werd met 1-0 verloren van het Belgische KV Mechelen, dat door Aad de Mos werd gecoacht. Na het seizoen maakte hij plaats voor Kurt Linder, maar in oktober 1988 keerde Kohn alweer terug. Ajax was onder Linder op een dertiende plaats in de competitie beland. Met assistent Louis van Gaal wist Kohn de ploeg alsnog tot een tweede plaats in de eindstand op te werken, op geringe afstand van landskampioen PSV. Hij werd na het seizoen 1988-1989 opgevolgd door Leo Beenhakker. In 1989-1990 was Kohn zijn assistent. Ajax werd dat seizoen voor het eerst in vijf jaar weer landskampioen. Na deze klus beëindigde Spitz Kohn zijn trainersloopbaan.
Later was Kohn nog wel als scout in dienst bij Udinese uit Italië en vanaf 2000 bij sc Heerenveen uit Nederland.

## Carrièrestatistieken
| Seizoen | Club               | Land      | Competitie | Competitie | Competitie | Beker | Beker | Internationaal | Internationaal | Overig | Overig | Totaal | Totaal |
| Seizoen | Club               | Land      | Competitie | Wed.       | Dlp.       | Wed.  | Dlp.  | Wed.           | Dlp.           | Wed.   | Dlp.   | Wed.   | Dlp.   |
| ------- | ------------------ | --------- | ---------- | ---------- | ---------- | ----- | ----- | -------------- | -------------- | ------ | ------ | ------ | ------ |
| 1959/60 | Fortuna '54        | Nederland | Eredivisie | –          | 20         | –     | –     | –              | –              | 0      | 0      | –      | 20     |
| 1960/61 | Fortuna '54        | Nederland | Eredivisie | –          | 13         | –     | 3     | –              | –              | 0      | 0      | –      | 16     |
| 1961/62 | Fortuna '54        | Nederland | Eredivisie | –          | 15         | –     | 0     | –              | –              | 0      | 0      | –      | 15     |
| 1962/63 | Fortuna '54        | Nederland | Eredivisie | –          | 15         | –     | 0     | –              | –              | 0      | 0      | –      | 15     |
| 1963/64 | Sportclub Enschede | Nederland | Eredivisie | 17         | 12         | –     | 3     | –              | –              | 0      | 0      | –      | 15     |
| 1964/65 | Fortuna '54        | Nederland | Eredivisie | 28         | 19         | –     | 0     | 2              | 0              | 0      | 0      | –      | 19     |
| 1965/66 | FC Twente          | Nederland | Eredivisie | 24         | 10         | 1     | 0     | –              | –              | 0      | 0      | 25     | 10     |
| 1966/67 | FC Twente          | Nederland | Eredivisie | 3          | 1          | 1     | 0     | –              | –              | 0      | 0      | 4      | 1      |
| 1967/68 | FC Twente          | Nederland | Eredivisie | 2          | 0          | 0     | 0     | –              | –              | 0      | 0      | 3      | 2      |

## Erelijst
Als speler
 Jeunesse Esch
- Nationaldivisioun: 1950/51, 1953/54
- Beker van Luxemburg: 1953/54

 Karlsruher SC
- DFB-Pokal: 1954/55, 1955/56

Als trainer
 FC Twente
- KNVB Beker: 1976/77

 Ajax
- Eredivisie: 1984/85

Als assistent-trainer
 Ajax
- Europacup II: 1986/87
- KNVB Beker: 1985/86, 1986/87
- Eredivisie: 1989/90

## Privé
Spitz Kohn woonde na zijn actieve loopbaan in Diemen en Enschede. Hij was getrouwd en had twee zonen. Na enkele jaren met verschillende ziektes te maken te hebben gehad, overleed Kohn in 2012 op 79-jarige leeftijd.

## Trivia
- De bijnaam "Spitz" kreeg Kohn als speler van Jeunesse Esch, vanwege zijn smalle gezicht.